# جون قالبرايث
جون قالبرايث (بالإنجليزية: John Galbraith)‏ هو سياسي أمريكي، ولد في 23 أغسطس 1923 في توليدو في الولايات المتحدة. حزبياً، نشط في الحزب الجمهوري. وقد انتخب عضو مجلس نواب أوهايو.